# Nanniu (sockenhuvudort i Kina, Hebei Sheng, lat 38,20, long 114,64)
Nanniu är en sockenhuvudort i Kina. Den ligger i provinsen Hebei, i den norra delen av landet, omkring 240 kilometer sydväst om huvudstaden Peking. Antalet invånare är 40 626. Befolkningen består av 20 442 kvinnor och 20 184 män. Barn under 15 år utgör 16,0 %, vuxna 15-64 år 74 %, och äldre över 65 år 8,0 %.
Runt Nanniu är det mycket tätbefolkat, med 1 095 invånare per kvadratkilometer. Närmaste större samhälle är Zengcun, 9,9 km nordost om Nanniu. Trakten runt Nanniu består till största delen av jordbruksmark.
Genomsnittlig årsnederbörd är 702 millimeter. Den regnigaste månaden är juli, med i genomsnitt 228 mm nederbörd, och den torraste är januari, med 4 mm nederbörd.